# II Алея честі (Баку)
II Алея честі (азерб. II Fəxri Xiyaban) — кладовище, розташоване в Ясамальському районі Баку, Азербайджан.

## Історія
Кладовище було створено наприкінці 1960-х років. Тут, як і на Першій алеї честі, тут поховані видатні вчені, артисти, політики, національні герої Азербайджану, герої Азербайджанської РСР, а також відомі люди, які працювали в галузі економіки та сільського господарства. Там поховані люди, удостоєні високих державних нагород.
У 2020 році створено нову частину алеї. Першими на новій частині алеї поховали Полада Гашимова та Ільгара Мірзаєва, які загинули під час бойових дій у Товузському районі 12-16 липня 2020 року. Там же поховано понад 100 воїнів, які загинули під час Другої Карабаської війни.